# ¿Qué hace una chica como tú en un sitio como este?
¿Qué hace una chica como tú en un sitio como este? es una película de cine española dirigida por Fernando Colomo. Está protagonizada por Carmen Maura.

## Argumento
Rosa es una mujer de mediana edad (Carmen Maura) que ve cómo su vida cambia de manera radical cuando se divorcia de su marido Jorge (Félix Rotaeta) y conoce a un joven rocker. A pesar de sus diferencias, los dos viven emocionantes situaciones en la noche madrileña.

## Comentarios
El grupo de rock Burning compuso una canción para la película con título homónimo. Por su parte, Luis de Pablo compuso la banda sonora original, por la que ganó una medalla del Círculo de Escritores Cinematográficos.
Pedro Almodóvar apareció como extra y se le puede distinguir en varias escenas.

## Premios
34.ª edición de las Medallas del Círculo de Escritores Cinematográficos
| Categoría    | Candidato     | Resultado |
| ------------ | ------------- | --------- |
| Mejor música | Luis de Pablo | Ganador   |